# طاقة شمسية حرارية

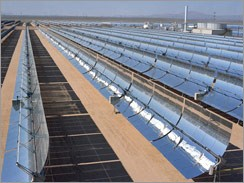
محطة تعمل بمرايا القطع المكافئ المستطيلة.

تطويع الطاقة الشمسية الحرارية هي تقنيات تعمل على استخدام الطاقة الحرارية من الشمس مباشرة لتسخين ناقل أو حامل الحرارة والتي تكون في معظم الأحيان مياه. الماء الساخن الناتج يمكن أن يستخدم للأغراض المنزلية والصناعية، ولا انبعاثات تقريبا للكربون لأنه لا يتم حرق وقود لتسخين المياه. كما ان هناك نظم لطاقة حرارة الشمس متطورة قادرة على حبس وتجميع طاقة الشمس لإنتاج بخار يستخدم لإدارة التوربينات لإنتاج الكهرباء.
هناك تقنيتان رئيسيتان تستخدم في أنظمة التسخين الشمسي:
- أنظمة السخانات الشمسية (مسطحات تجميع الحرارة أو أنابيب تجميع الحرارة)
- أنظمة تركيز الطاقة الشمسية (مرايا التجميع، أبراج الطاقة والأفران الشمسية).

## السخانات الشمسية
تعتبر أنظمة التسخين الشمسى للمياه هي أكثر اشكال الطاقة الشمسية المستخدمة حاليا في المملكة المتحدة ويمكن لنظام تسخين المياه بالطاقة الشمسية تركيبها بسهولة كما أنها إضافة إلى نظام المتبع حاليا لتسخين المياه المنزلية.
ويمكن أن توفر أكثر من نصف احتياجات الأسرة في الماء الساخن على مدار السنة. يوجد حاليا نوعين مختلفين من أجهزة تجميع الطاقة الشمسية لتسخين المياه.
مجمعات الاطباق المسطحة مصنوعة من لوح من المعدن المطلى باللون الأسود لكى يمتص ضوء الشمس يتم تغذية اللوحة بالمياه عن طريق انابيب متصلة باللوح المعدنى لكى تمتص حرارة المعدن. بالنسبة لمناخ المملكة المتحدة فبها انابيب غير سامة ومضادة للتجمد غالبا ما تكون مصنوعة من النحاس جيد التوصيل واللوح المعدنى يوضع بداخل صندوق معزول ومغطى بالزجاج أو البلاستيك الشفاف وعادة ما يتم تثبيت هذا النظام على السطح.
الانابيب الفارغة تتكون من سلسلة من أنابيب التسخين الزجاجية المجتمعة معا حيث تكون هذه الأنابيب معزولة تماما لا يوجد بداخلها سوى فراغ ولذلك فهى اقرب إلى ان تكون أكثر كفاءة ولكن أيضا مكلفة عن نظيرتها من مجمعات الاطباق المسطحة.
نظام التدفئة الشمسية السلبية مميز حيث يتم تصميم المباني بطريقة تجعلها قادرة على امتصاص والاحتفاظ بحرارة الشمس وهذا ما يؤدي إلى تقليل الحاجة إلى التدفئة بشكل كبير، وزيادة كفاءة استخدام الطاقة في المبنى. وفي البلدان الحارة يمكن أن تستخدم تقنيات مشابهة للمساعدة في الحفاظ على المباني باردة، وبالتالي تقليل الحاجة إلى استخدام الكهرباء في أنظمة تكييف الهواء. التصميم الشمسي السلبي هو نهج أثبت أنه يمكن أن تقلل إلى حد كبير تكاليف الطاقة للمباني.
يوجد حاليا مجموعة كبيرة ومتنوعة من التصاميم في مرحلة اختبار لإنتاج الكهرباء عن طريق الطاقة الشمسية الحرارية. وأحد الامثلة المثيرة التي تم إنشائها حديثا خارج مدينة اشبيلية بجنوب إسبانيا. والمشار إليه هو برج الطاقة الشمسية وهذه محطة للطاقة غير عادية تتكون من برج ضخم من 40 طابقا محاطا بمنطقة واسعة مغطاة بحوالي 600 من المرايا الضخمة، كل منها في حجم حافلة تقوم المرايا بتجميع ضوء الشمس على الأجزاء العلوية للبرج وخلق درجة حرارة تصل إلى عدة مئات من درجات الحرارة المئوية وتستخدم تللك الحرارة لإدارة المراجل البخارية وإنتاج البخار والذي بدوره يكون مسؤول عن إدارة التوربينات وإنتاج الكهرباء بشكل مشابه كثيرا لمحطات الطاقة التقليدية وتقوم حاويات كبيرة على الأرض بتخزين الحرارة المتولدة من البرج. لذا تستطيع المحطة توليد الكهرباء حتى في الليل
هذا النظام قادر على إنتاج كميات كبيرة من الكهرباء. أما بالنسبة للتكلفة فهى حاليا 3 أضعاف تلك المتولدة من محطة طاقة الفحم التقليدية.
وبما أنها أولى المحاولات فمن المتوقع أن تنخفض التكلفة مستقبلا في بناء كثير من المحطات ويوجد خطط مستقبلية لبناء العديد من المحطات في جنوب إسبانيا ويقال انه في يوم من الايام سيأتي بناء مثل تلك المحطات في الصحراء لتنتج كميات هائلة من الكهرباء من طاقة الشمسية الحرارية. (المصدر المجلس البريطاني، تقرير أغسطس 2008)

طريقة عمل مرايا القطع المكافئ المستطيلة.

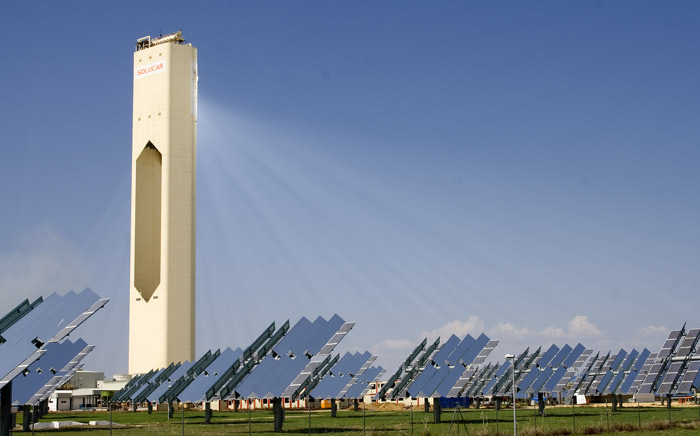
محطة PS10 تركز أشعة الشمس على خزان بالبرج الشمسي.